# Georges Pfeifer
Pour les articles homonymes, voir Pfeifer.
Georges Pfeifer (1921-2021) est un dirigeant de judo français.

## Biographie
Georges Pfeifer commence la pratique du judo à Paris en octobre 1941 à l'âge de 19 ans. Chef d’entreprise, il est le président de la Fédération française de judo de 1966 à 1972 ainsi que de 1981 à 1986 ; sous sa présidence sont créés les comités départementaux, les commissions financières et de l'enseignement, les assises fédérales ainsi que le premier centre d'entraînement national,. 
Il obtient le grade de 7e dan en 2007.

## Hommages et distinctions
Il est fait chevalier de la Légion d'honneur le 5 novembre 1980, puis promu au rang d'officier le 31 décembre 1998.
Il est nommé Gloire du sport par la Fédération des internationaux du sport français (FISF) en 2013.